# Avis M. Dry
Pour les articles homonymes, voir Dry.
Avis M. Dry (née le 30 avril 1922 - morte le 26 janvier 2007 est une psychologue britannique.
Elle se réclame plus tard dans sa carrière de la psychologie jungienne, 

## Biographie
Elle passe beaucoup de sa temps de vie en Nouvelle-Zélande, où ses parents ont émigré. Elle retourne en Angleterre en 1956 où elle obtient son doctorat en psychologie de l'Université de Leeds. Après avoir travaillé brièvement comme psychologue à l'hôpital de Denby au Pays de Galles, elle prend un poste de psychologie de recherches à l'Institut C. G. Jung de Zürich en Suisse.
En 1976, elle accepte une place comme chercheur à Leeds, où elle reste jusqu'en 1996. Elle meurt le 26 janvier 2007.